# Голубівка (Краматорський район)
Голубі́вка — село Олександрівської селищної громади Краматорського району Донецької області, Україна. У селі мешкає 66 людей.